# Tour de Burgos
Pour les articles homonymes, voir Burgos (homonymie).
Le Tour de Burgos (en espagnol : Vuelta a Burgos) est une course cycliste par étapes espagnole, disputée au mois d'août dans la province de Burgos. Après une longue interruption suivant les deux premières éditions de 1946 et 1947, l'épreuve est disputée annuellement depuis 1981. Elle fait partie de 2005 à 2019 de l'UCI Europe Tour, dans la catégorie 2.HC et de la Coupe d'Espagne depuis 2019. En 2020, elle intègre l'UCI ProSeries, le deuxième niveau du cyclisme international.
Le parcours de cette épreuve, et particulièrement l'étape arrivant aux lacs de Neila à plus de 1 200 mètres d'altitude, favorise les grimpeurs.
Le maillot de leader du classement général est violet en référence au drapeau de la province de Burgos.
En 2022, une chute spectaculaire liée à la présence d'un casse-vitesse dans les 500 derniers mètres suscite la polémique quant à la sécurité des coureurs. 

## Palmarès
| Année                 | Vainqueur             | Deuxième                     | Troisième               |
| --------------------- | --------------------- | ---------------------------- | ----------------------- |
| 1946                  | Bernardo Capó         | Senén Mesa                   | Victorio Ruiz García    |
| 1947                  | Bernardo Ruiz         | Manuel Rodríguez             | Bernardo Capó           |
| 1948-1980 non-disputé |                       |                              |                         |
| 1981                  | Faustino Rupérez      | Eulalio García Pereda        | José Enrique Cima       |
| 1982                  | José Luis Laguía      | Ángel Ocaña                  | José Luis Navarro       |
| 1983                  | Ángel de las Heras    | Felipe Yáñez                 | Eduardo Chozas          |
| 1984                  | Federico Echave       | Faustino Rupérez             | Celestino Prieto        |
| 1985                  | José Recio            | Reimund Dietzen              | Celestino Prieto        |
| 1986                  | Marino Lejarreta      | Iñaki Gastón                 | Anselmo Fuerte          |
| 1987                  | Marino Lejarreta      | Ángel Arroyo                 | Francisco Antequera     |
| 1988                  | Marino Lejarreta      | Enrique Aja                  | Laudelino Cubino        |
| 1989                  | Francisco Antequera   | Pedro Muñoz                  | Pello Ruiz Cabestany    |
| 1990                  | Marino Lejarreta      | Miguel Ángel Martínez Torres | Miguel Indurain         |
| 1991                  | Pedro Delgado         | Gianni Bugno                 | Martín Farfán           |
| 1992                  | Alex Zülle            | Raúl Alcalá                  | Federico Echave         |
| 1993                  | Laudelino Cubino      | Raúl Alcalá                  | Laurent Dufaux          |
| 1994                  | Armand de Las Cuevas  | Laudelino Cubino             | Jim Van De Laer         |
| 1995                  | Laurent Dufaux        | Stefano Della Santa          | Gabriele Colombo        |
| 1996                  | Tony Rominger         | Miguel Indurain              | Íñigo Cuesta            |
| 1997                  | Laurent Jalabert      | Abraham Olano                | Fernando Escartín       |
| 1998                  | Abraham Olano         | Leonardo Piepoli             | Ángel Casero            |
| 1999                  | Abraham Olano         | Dario Frigo                  | Laurent Dufaux          |
| 2000                  | Leonardo Piepoli      | Óscar Sevilla                | Pascal Hervé            |
| 2001                  | Juan Miguel Mercado   | José Luis Rubiera            | Eladio Jiménez          |
| 2002                  | Francisco Mancebo     | José Luis Rubiera            | Mikel Zarrabeitia       |
| 2003                  | Pablo Lastras         | Óscar Pereiro                | Carlos García Quesada   |
| 2004                  | Alejandro Valverde    | Denis Menchov                | Leonardo Piepoli        |
| 2005                  | Juan Carlos Domínguez | Joaquim Rodríguez            | Carlos Castaño Panadero |
| 2006                  | Iban Mayo             | José Antonio Pecharromán     | Daniel Moreno           |
| 2007                  | Mauricio Soler        | Alejandro Valverde           | Carlos Castaño Panadero |
| 2008                  | Xabier Zandio         | Íñigo Landaluze              | Walter Pedraza          |
| 2009                  | Alejandro Valverde    | Xavier Tondo                 | Tom Danielson           |
| 2010                  | Samuel Sánchez        | Ezequiel Mosquera            | Vincenzo Nibali         |
| 2011                  | Joaquim Rodríguez     | Daniel Moreno                | Juan José Cobo          |
| 2012                  | Daniel Moreno         | Sergio Henao                 | Esteban Chaves          |
| 2013                  | Nairo Quintana        | David Arroyo                 | Vincenzo Nibali         |
| 2014                  | Nairo Quintana        | Daniel Moreno                | Janez Brajkovič         |
| 2015                  | Rein Taaramäe         | Michele Scarponi             | Daniel Moreno           |
| 2016                  | Alberto Contador      | Ben Hermans                  | Sergio Pardilla         |
| 2017                  | Mikel Landa           | Enric Mas                    | David de la Cruz        |
| 2018                  | Iván Sosa             | Miguel Ángel López           | David de la Cruz        |
| 2019                  | Iván Sosa             | Óscar Rodríguez Garaicoechea | Richard Carapaz         |
| 2020                  | Remco Evenepoel       | Mikel Landa                  | João Almeida            |
| 2021                  | Mikel Landa           | Fabio Aru                    | Mark Padun              |
| 2022                  | Pavel Sivakov         | João Almeida                 | Carlos Rodríguez        |
| 2023                  | Primož Roglič         | Aleksandr Vlasov             | Adam Yates              |
| 2024                  | Sepp Kuss             | Max Poole                    | Finn Fisher-Black       |
| 2025                  |                       |                              |                         |

## Bilans

### Bilan individuel
| Nombres de victoires | Nom du coureur                                                        | Années des victoires                                   |
| 4                    | Marino Lejarreta                                                      | 1986, 1987, 1988, 1990                                 |
| 2                    | Abraham Olano Alejandro Valverde Nairo Quintana Iván Sosa Mikel Landa | 1998, 1999 2004, 2009 2013, 2014 2018, 2019 2017, 2021 |

### Bilan par nations
| Nombres de victoires | Nations                                                  |
| 29                   | Espagne                                                  |
| 5                    | Colombie                                                 |
| 3                    | Suisse, France                                           |
| 1                    | Estonie, Italie, Belgique, Slovénie, États-Unis, Mexique |